# 5hombres.com
5 hombres.com es un espectáculo teatral, escrito por Pablo Motos, Luis Piedrahíta, Laura Llopis, Arturo González-Campos, Marta González de Vega, Rodrigo Sopeña, David Navas y Juan Herrera, y estrenado el 29 de septiembre de 2000.

## Argumento
Basado en el formato televisivo El club de la comedia, la obra se compone de cinco monólogos, en los que sucesivamente actores abordan, desde una perspectiva humorística, los temas que preocupan a los hombres como los amigos, el trabajo, el ocio...y por encima de todos ellos, las mujeres.

## Intérpretes
- Estreno en Madrid (Teatro Alcázar, 2000-2001): Florentino Fernández, Antonio Valero, Alexis Valdés, Bermúdez y Nancho Novo.[2] Los dos primeros serían más tarde sustituidos por Javier Veiga y More. En 2003 se repone en el Teatro Infanta Isabel, con Eduardo Aldán, Agustín Jiménez, Alexis Valdés, Bermúdez, Carles Flaviá, Félix Álvarez, Florentino Fernández, Goyo Jiménez, José Corbacho, Miki Nadal, Nancho Novo, Quequé, Santi Rodríguez y Santi Millán repartiéndose los cinco papeles según el día de función. La obra se mantuvo hasta el 18 de enero de 2004[3]
- Estreno en Barcelona (Teatre Victoria, 2001):[4] José Corbacho, Manel Fuentes, Carles Flaviá, Santi Rodríguez, Santi Millán.

## Aceptación
Se trata de la obra que generó mayores derechos de autor en España durante el año 2001.

## Secuelas
A la vista del éxito obtenido, la obra tuvo dos continuaciones tituladas 5mujeres.com (2002) y Hombres, mujeres y punto (2004).